# Storia costituzionale greca
Nella storia moderna della Grecia, a partire dalla guerra d'indipendenza greca, la Costituzione del 1975/1986/2001 è l'ultima di una serie di costituzioni adottate democraticamente (ad eccezione delle costituzioni del 1968 e del 1973 imposte da una dittatura).

## Guerra d'indipendenza greca
Durante la guerra d'indipendenza greca, furono adottati tre testi costituzionali (Costituzioni del 1822, 1823 e 1827) dalle Assemblee nazionali greche, i raduni politici rappresentativi nazionali dei rivoluzionari greci. Queste costituzioni furono influenzate da:
- le Costituzioni francesi del 1793 e del 1795,
- la Dichiarazione francese dei diritti dell'uomo e del cittadino,
- il Progetto di Costituzione di Rigas Velestinlis,[1]
- le tre Costituzioni delle Isole Ionie.[2]

Un anno prima dell'adozione della Costituzione greca del 1822, le assemblee locali avevano ratificato i cosiddetti statuti locali greci, come l'Organizzazione del Senato della Grecia occidentale, l'Areopago della Grecia orientale e l'Organizzazione del Senato del Peloponneso.

## Dall'assolutismo alla monarchia costituzionale (1833-1924)

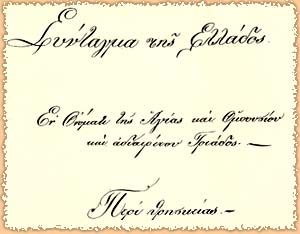
Nel nome della Santa Trinità Consustanziale e Indivisibile... sono le prime parole della Costituzione greca del 1844.

Il re Ottone governò per più di 10 anni (compresi i primi due anni sotto un consiglio di reggenza) senza restrizioni costituzionali, poiché la Costituzione greca "egemonica" del 1832 non fu mai attuata. Il 3 settembre 1843 la fanteria, guidata dal colonnello Dimitrios Kallergis e dal capitano rivoluzionario Ioannis Makriyannis, si riunì nella piazza antistante il palazzo di Atene. Alla fine, unita a gran parte della popolazione della piccola capitale, la ribellione si rifiutò di disperdersi fino a quando il re non accettò di concedere una costituzione. Rimasto con poche possibilità di ricorso, il re Ottone cedette alle pressioni e accettò le richieste della folla nonostante le obiezioni della sua supponente regina. Questa piazza fu ribattezzata Piazza della Costituzione (Piazza Syntagma) per commemorare gli eventi del settembre 1843.
La Costituzione greca del 1844 definiva la Grecia come una monarchia costituzionale, prevedendo un parlamento bicamerale composto da una Camera dei Deputati e un Senato. La Costituzione greca del 1864 era un po' più liberale e trasferì la maggior parte del potere reale al parlamento. Nel 1874 Charilaos Trikoupis pubblicò un manifesto intitolato "Di chi è la colpa?", nominando re Giorgio I come risposta. In particolare, condannò il re per aver aggirato l'opinione parlamentare nella sua selezione dei primi ministri. L'articolo lo portò per breve tempo in prigione, ma aumentò anche significativamente la sua popolarità. Un anno dopo, l'8 maggio 1874, raccolse una maggioranza parlamentare e Georgio lo nominò con riluttanza Primo Ministro. Grazie all'articolo di Trikoupis, fu riconosciuto e attuato un nuovo principio costituzionale: il re doveva dare al partito più numeroso in parlamento la prima scelta di formare un governo. Nel 1911 Eleftherios Venizelos emendò 54 dei 110 articoli della Costituzione, cercando di allineare la costituzione ai principi del suo Partito dei Liberali. Tuttavia, lo scisma nazionale del 1916 causò un'enorme crisi costituzionale, poiché si formarono due governi: uno ad Atene e uno a Salonicco.

## La Seconda Repubblica  Ellenica e la Restaurazione (1925-1941)

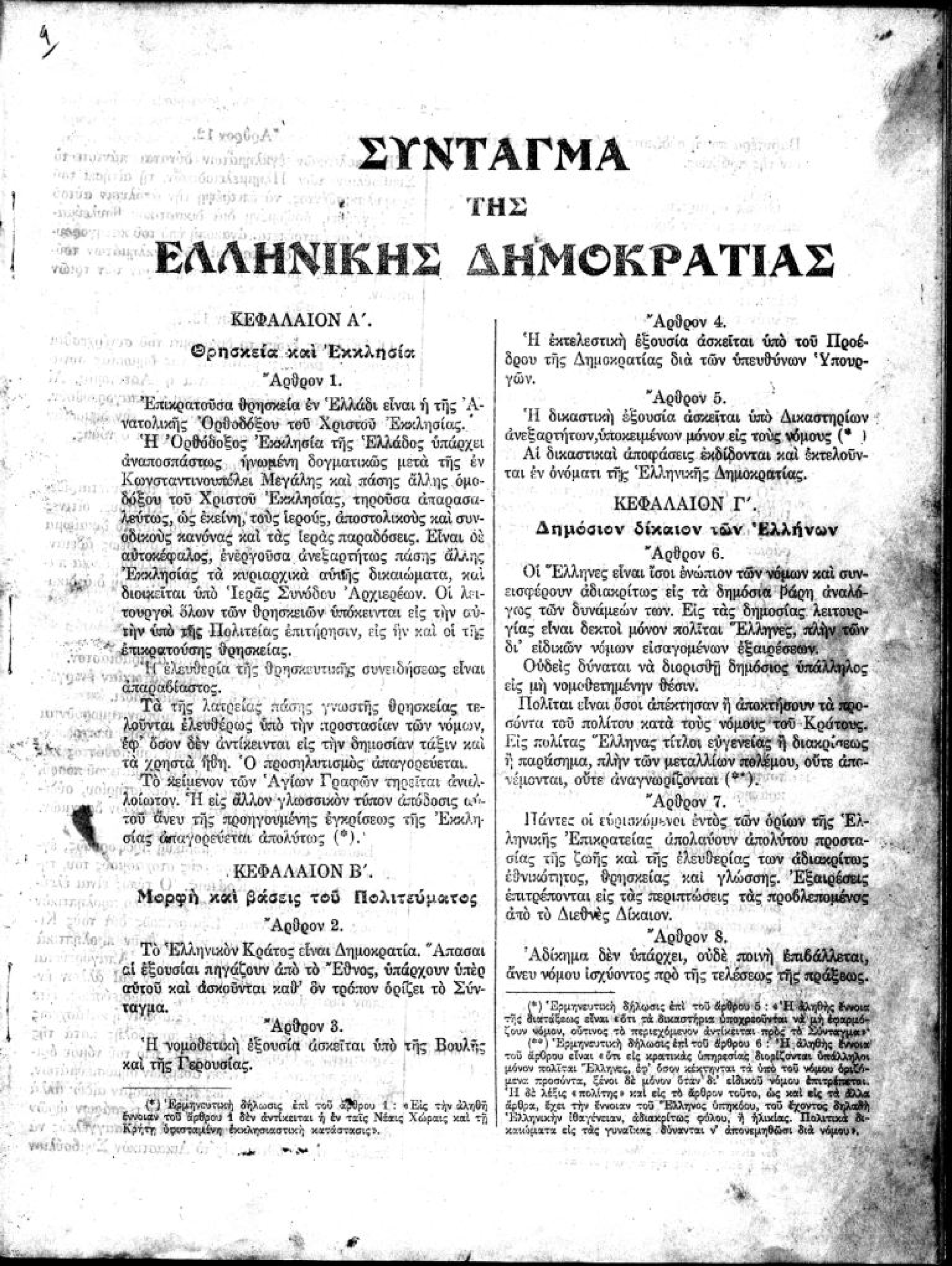
Prima pagina della Costituzione del 1927

La Costituzione del 1925 prevedeva una Repubblica secondo i risultati del referendum del 1924. Tuttavia, il 24 giugno 1925, gli ufficiali fedeli a Theodoros Pangalos, temendo che l'instabilità politica mettesse a rischio il paese, rovesciarono il governo con un colpo di Stato e violarono la Costituzione. Il 24 agosto 1926, un controgolpe lo depose e Pavlos Kountouriotis tornò come presidente.
Poiché la precedente Costituzione non era stata pienamente attuata, fu la Costituzione del 1927 che istituì formalmente la Seconda Repubblica ellenica che prevedeva un presidente in gran parte cerimoniale come capo di Stato.
Dopo il referendum del 1935, Re Giorgio II fu restaurato, ma il Terzo Parlamento Riformista del 1936 non ebbe il tempo di sostituire o emendare la Costituzione della Repubblica. Al contrario, la Costituzione del 1911 fu restaurata, apparentemente su base temporanea. Le elezioni del 1936 produssero uno stallo politico e, pertanto Giorgio II nominò Ioannis Metaxas primo ministro ad interim. I disordini industriali diffusi a maggio permisero a Metaxas di dichiarare lo stato di emergenza. Il 4 agosto sospese il parlamento a tempo indeterminato e vari articoli della costituzione, con l'approvazione del re. A tutti gli effetti, Metaxas era ormai un dittatore. Non venne più adottato nessun emendamento costituzionale fino all'invasione tedesca della Grecia nel 1941.

## Il Regno di Grecia dopo la seconda guerra mondiale (1944-1967)
Dopo la fine della seconda guerra mondiale, re Giorgio II fu nuovamente restaurato in virtù del referendum del 1946. Le implicazioni della guerra civile greca non consentirono la ratifica della bozza costituzionale liberale del 1948. Nel 1952 fu approvata una costituzione più conservatrice, che imponeva restrizioni ai diritti umani fondamentali e bandiva il Partito Comunista di Grecia (KKE).

## La dittatura dei colonnelli (1967-1974)
Il 21 aprile 1967 ebbe luogo un colpo di Stato da parte di ufficiali di destra, che istituì una dittatura nota come Dittatura dei colonnelli. Un tentativo di controgolpe da parte del re Costantino II a dicembre fallì, costringendolo a lasciare il paese. Di conseguenza, legalmente, non c'era nessun governo e nessun capo di Stato ad Atene. In tal modo, il Consiglio rivoluzionario composto da Stylianos Pattakos, Georgio Papadopoulos e Nikolaos Makarezos fece una breve apparizione per far pubblicare una risoluzione nella Gazzetta del governo, nominando un altro membro dell'amministrazione militare, il maggiore generale Georgios Zoitakis, come reggente. Zoitakis nominò quindi Papadopoulos Primo Ministro. Una nuova costituzione fu adottata con referendum nel 1968. Re Costantino fu ufficialmente mantenuto come capo di Stato, anche se non gli sarebbe stato permesso di tornare fino alle prime elezioni parlamentari a meno che il governo non lo avesse richiamato prima. Molte delle garanzie dei diritti civili furono sospese e le elezioni furono rinviate fino a quando la "Rivoluzione del 21 aprile" (come fu chiamato il golpe) non avesse riformato la "mentalità greca".
Cinque anni dopo, durante i tentativi di democratizzazione controllata di Papadopoulos, abolì la monarchia e dichiarò la Grecia una repubblica con se stesso come presidente. Un referendum abolì formalmente la monarchia il 29 luglio 1973. Fu redatta una nuova costituzione, che prevedeva un presidente eletto dal popolo con ampi poteri, stabilendo di fatto una repubblica presidenziale. Dopo che il colpo di Stato della linea dura del 25 novembre 1973 depose Papadopoulos, il regime mantenne i simboli della Repubblica, ma tornò al controllo esclusivamente militare fino al suo crollo finale sulla scia della crisi di Cipro nell'agosto 1974.

## La Terza Repubblica Ellenica
Con il ritorno del governo civile sotto Costantino Karamanlis, il nuovo governo, agendo in circostanze straordinarie, emanò un "Atto costitutivo" che annullò la costituzione del 1973. In attesa di un referendum su una nuova costituzione, la costituzione del 1952 fu provvisoriamente restaurata, «salvo gli articoli sulla forma dello Stato»; l'ultima frase si riferisce al fatto che la monarchia sarebbe stata restaurata o meno. Nel frattempo, le funzioni del re dovevano essere adempiute dal presidente in carica della Repubblica, il generale Phaedon Gizikis, nominato dall'effimero regime di Ioannides come prestanome nominale.
La questione fu risolta con referendum l'8 dicembre 1974, con il quale la monarchia fu definitivamente abolita. Una nuova costituzione, adottata dal Parlamento e promulgata l'11 giugno 1975, istituì una democrazia parlamentare con un presidente come capo di Stato. In pratica, tuttavia, la maggior parte del potere era conferito al primo ministro. Questa costituzione fu rivista nel 1985 per codificare questa pratica. Fu nuovamente modificato nel 2001, nel 2008 e nel 2019 ed è in vigore oggi.

## Elenco delle costituzioni greche
In ordine cronologico, le Costituzioni greche sono:
1. Costituzione greca del 1822
2. Costituzione greca del 1823
3. Costituzione greca del 1827
4. Costituzione greca del 1832
5. Costituzione greca del 1844
6. Costituzione greca del 1864
7. Costituzione greca del 1911
8. Costituzione greca del 1925
9. Costituzione greca del 1927
10. Costituzione greca del 1952
11. Costituzione greca del 1968
12. Costituzione greca del 1973
13. Costituzione greca del 1975 (emendata nel 1986, 2001, 2008 e 2019)